# Gestippelde zeehaas
De gestippelde zeehaas (Aplysia punctata) is een slakkensoort uit de familie van de Aplysiidae. De wetenschappelijke naam van de soort is voor het eerst geldig gepubliceerd in 1803 door Cuvier.

## Kenmerken
Deze 30 cm lange soort heeft twee afgeplatte, overlangs opgerolde koptentakels, met daarachter nog twee rinoforen. Langs zijn lichaam heeft hij twee flappen die hij bij gevaar in elkaar rolt. De kleur is bruingroen tot bruin met over het gehele lichaam lichte vlekjes. Jonge exemplaren zijn roodachtig.

## Leefwijze
Het voedsel bestaat uit rood-, bruin- en groenwieren. Deze wieren schrapen ze met hun voet van de ondergrond af, scheuren het aan stukjes met hun radula en ten slotte wordt het vermalen door de spieren in zijn spijsverteringssysteem. Via het voedsel wordt er gif opgenomen, dat hem beschermd tegen vijanden. Het opgenomen gif (Aplysiatoxine) is afkomstig van bacteriën dat op blauwwieren zit (cyanobacteriën). Als het dier zich bedreigd voelt, spuit hij het bruinviolette gif via de mantelholte naar buiten. Het dier zwemt nauwelijks.

## Verspreiding en leefgebied
Deze soort komt voor van de Middellandse Zee tot aan de oostkust van de Atlantische Oceaan in ondiep water, op zandbodems en zeegrasvelden.